# 集市圣十字和炼狱堂
40°50′52″N 14°15′57″E / 40.847690°N 14.265725°E

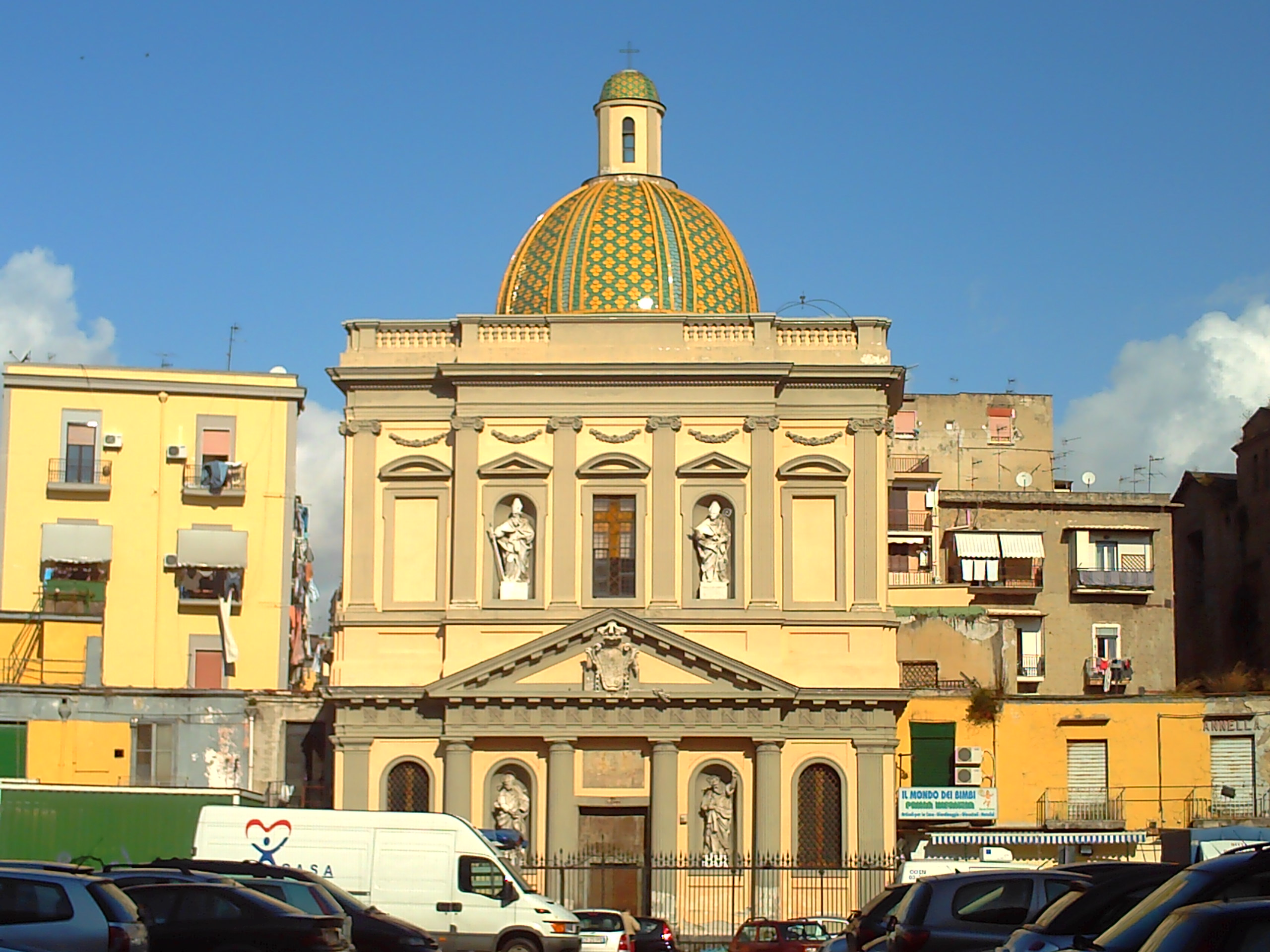
立面

集市圣十字和炼狱堂（Santa Croce e Purgatorio al Mercato）是一座教堂，位于意大利那不勒斯集市广场（Piazza Mercato）中心。
1268年10月29日，施瓦本的康拉丁在此被卡洛一世下令斩首。此后，该地点建立一座宗教建筑。一处铭文写道：“在 Astura，狮子抓住老鹰，这里没有羽毛，给了他的头。”意为康拉丁（老鹰）在Torre Astura被安茹（狮子）捕获，随后在此没有荣誉地斩首。 
1781年一场大火摧毁广场和教堂，1786年它被弗朗西斯Francesco Sicuro重建。这座教堂遭1980年地震破坏，此后一直关闭。